# Lux Gyula
Dr. Lux Gyula János (Henckó, Gömör és Kis-Hont vármegye, 1884. április 20. – Budapest, 1957. november 5.) tanár, nyelvész, tanügyi főtanácsos, tartalékos hadnagy, a dobsinai és dél-szepesi német kultúra jeles kutatója. Az ország történetében első Magyar Királyi Állami Németnyelvű tanítóképző Liceum alapítója és igazgatója, a Signum Laudis, a bronz vitézségi érem és a Károly csapatkereszt tulajdonosa, a "Dobsinai Társaskör" alapító tagja.

## Élete

### Származása

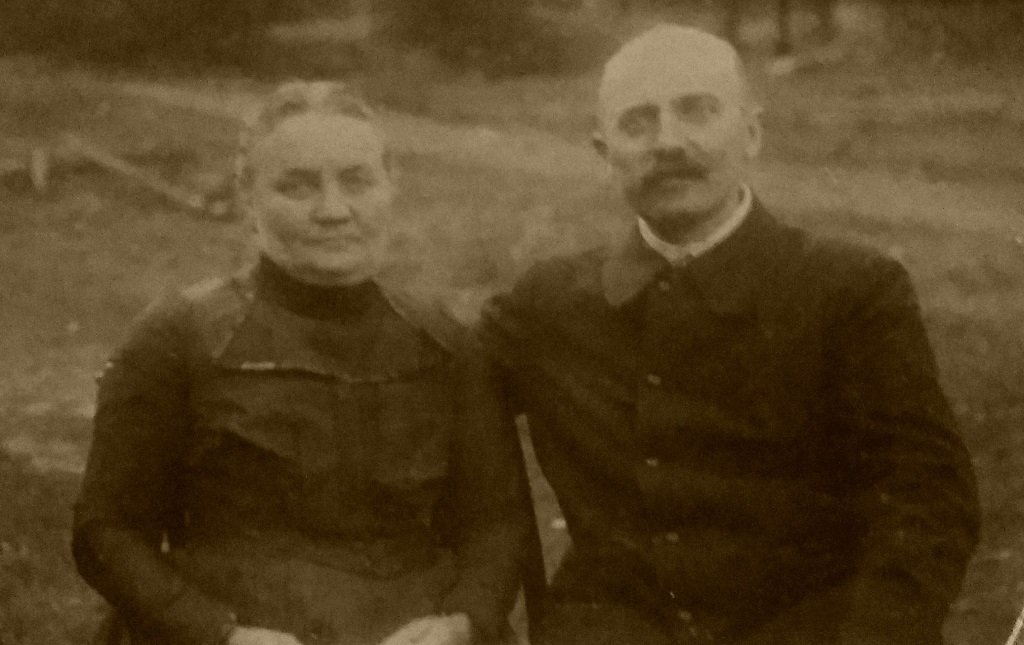
Lux János (1852–1916), a henckói vasgyár gondnoka, és felesége, Schönwiesner Amália (1861–1938), dr. Lux Gyula szülei

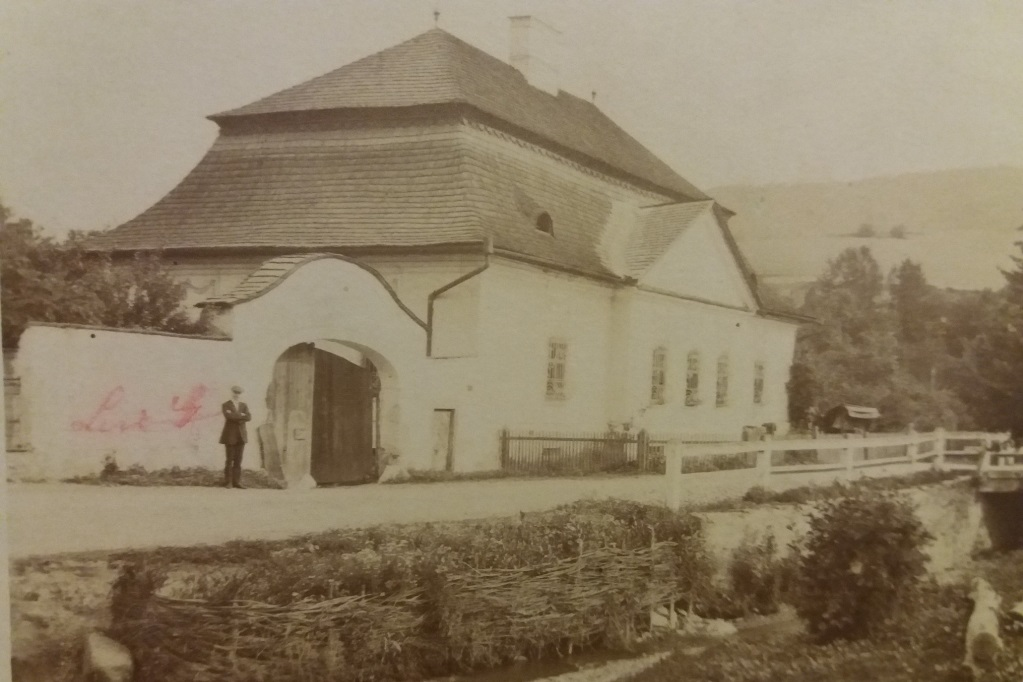
dr. Lux Gyula (1884-1957) nyelvész, tanügyi főtanácsos szülőháza Henckón, a Rozsnyói járáson.

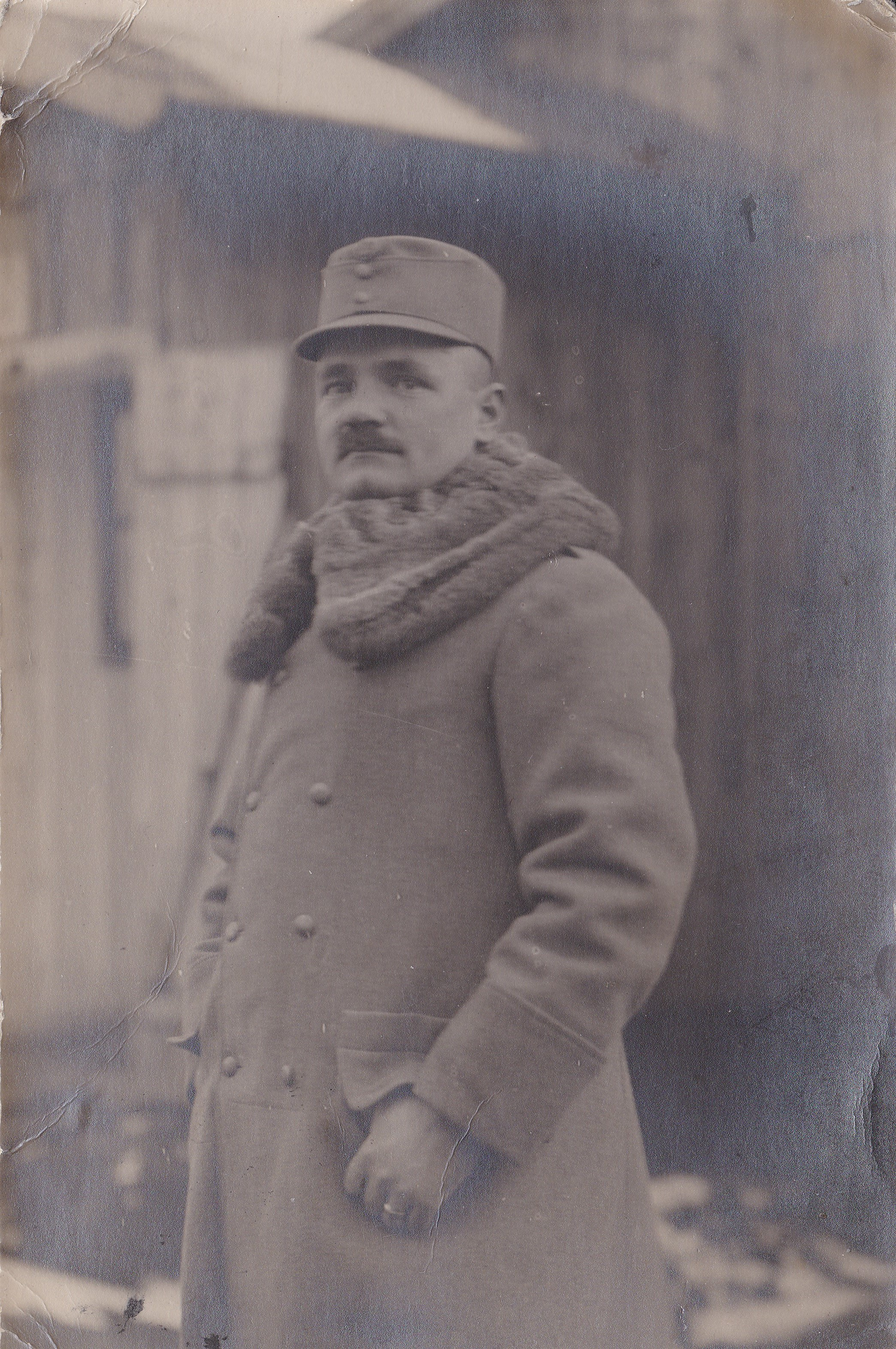
dr. Lux Gyula (1884-1957) nyelvész, tartalékos hadnagyként az első világháború alatt.

Az evangélikus vallású 600 éve Felvidéken lakó szász buléner népcsoportból való polgári származású Lux családnak a sarja; tagjai már a 17. század első felében városi bírói tisztséget töltöttek be Dobsinán; például Lux Kristóf 1642-ben dobsinai városi bíró volt. Édesapja Lux János (1852–1916), a henckói vasgyár gondnoka, édesanyja Schönwiesner Amália (1861–1938) volt. Apai nagyszülei Lux András (1810–1853), bányász, dobsinai polgár, és Lehotzky Susanna (1814–1884) voltak. Anyai nagyszülei Schönwiesner János (1834–1918), bankegyleti pénztáros, az eperjesi evangélikus egyház gondnoka, szepesremetei születésű, és Strompf Elisabeth voltak. Apai dédszülei Lux Keresztély (1773–1816), dobsinai polgár, bányász, és Topora Zsuzsanna (1788–1836) voltak. Dr. Lux Gyulának két fivére volt: az egyik Lux Gusztáv (1888–†?), a másik Lux Béla (1886-†?).

### Tanulmányai
Henckó településén járt elemi iskolába, a négy polgárit Dobsinán végezte. 1902-ben szerzett pedagógus oklevelet a losonci tanítóképzőben. 1902-től 1904 májusáig Kenyőn tanított és az evangélikus egyház kántori teendőit látta el. 1907-ben nyert képesítést a nyelv- és történettudományi tantárgyak oktatására a budapesti Pedagógiumban. 1909-ben a Pázmány Péter tudományegyetemen a német és magyar szakon tanári oklevelet nyert; 1909-ben magyar-német szakos tanítóképző-intézeti tanárrá avatták az Apponyi Kollégiumban, ahol a Pedagógium után fejlesztette tovább tudását. Kolozsváron a tanítóképző intézetben kezdte meg működését; 1909 és 1914 között lett először helyettes, majd segédtanár a kolozsvári egyetemen.

### Házassága és leszármazottjai
1914 július 6-án Budapesten, a IX. kerületben, feleségül vette a szintén dobsinai származású ágostai hitvallású régi ottani polgári családból való Gömöry Irén Margit (Budapest, IV. ker., 1888. december 30.–Budapest, XII. ker., 1958. szeptember 7.) kisasszonyt. Gömöry Irén apja az ágostai hitvallású Gömöry Gottlieb (1838–1908), cserzővarga, majd pesti kereskedő, aki az 1864-67. évi mexikói önkéntes hadtest magyarországi résztvevői között volt vadászhadnagyként, és anyja a római katolikus Stranszky Hermina (1847–1939) volt. Stranszky Hermina édesapja a pesti Szerb utca 9-es szám alatt lakó prágai születésű római katolikus Stranszky Prokop (1809–1871), pesti rézműves-mester volt, édesanyja Uhlár Rozina. Lux Gyuláné Gömöry Irénnek az anyai nagynénje Stranszky Irma, az adai római katolikus nőegylet társelnöke, akinek a férje Senk Antal (1839–1904), adai nagybirtokos, városi képviselő volt. Gömöry Irénnek az elsőfokú unokatestvére anyja révén Stranszky Kornélia (1887–1946), akinek a férje vitéz Katona Mihály (1877–1957), építészmérnök, építőmester volt. Lux Gyuláné Gömöry Irén apai nagyapja, Gömöry András (1810–1879), uradalmi gazdatisztként dolgozott Felsőhámoron; apai nagyanyja, Gömöry Andrásné Springer Zsuzsanna volt.
Ez a Gömöry család szintén jeles régi dobsinai ágostai hitvallású buléner polgári eredetű volt; a családnak az ősei 1326 óta űzték a bányászatot szabad polgárokként. A Gömöry család legkorábbi ismert említése 1651-ből való és több száz éven át dobsinai városbírák is voltak, köztük Gömöry Simon 1691-ben; felmenői Rákóczi Ferencnek gyártottak fegyvereket a dobsinai bányászok és kohászokkal együtt. Gömöry Irén nővére, Gömöry Anna Mária Etelka (1874–1946), kereskedőasszony, aki a jómódú római katolikus budapesti nagypolgári Lenz család sarjához Lenz Gyula (1848–1910) nagykereskedőhöz ment férjhez; Lenz Gyuláné Gömöry Anna fia, Lenz József (1897–1965) nagykereskedő, kereskedelmi tanácsos, nagybirtokos, bérház-tulajdonos volt. Lenz Gyuláné Gömöry Anna és Lux Gyuláné Gömöry Irén apai nagyapjának, Gömöry András (1810–1879) felsőhámori uradalmi gazdatisztnek az öccse, Gömöry Simon (1813–1879), dobsinai vasgyári tiszt, akinek az unokája, vitéz Gömöry Árpád (1882–1943) magyar királyi tábornok (vezérőrnagy), az Osztrák Császári Vaskorona-rend lovagja, a "Dobsinai Társaskör" tagja volt. Lux Gyuláné Gömöry Irénnek egy elsőfokú unokatestvére Gömöry László (1868–1934), csendőrezredes, a Ferenc József-rend lovagja volt.
Lux Gyulát nászútjáról hazarendelték katonai szolgálatra az első világháború alatt a losonci 25. gyalogezredbe, ahonnan megjárta az orosz és az olasz frontokat. 1918. november végén tartalékos hadnagyi rangban és három kitüntetéssel szerelték le: Signum Laudis, bronz vitézségi érem és a Károly csapatkereszt.

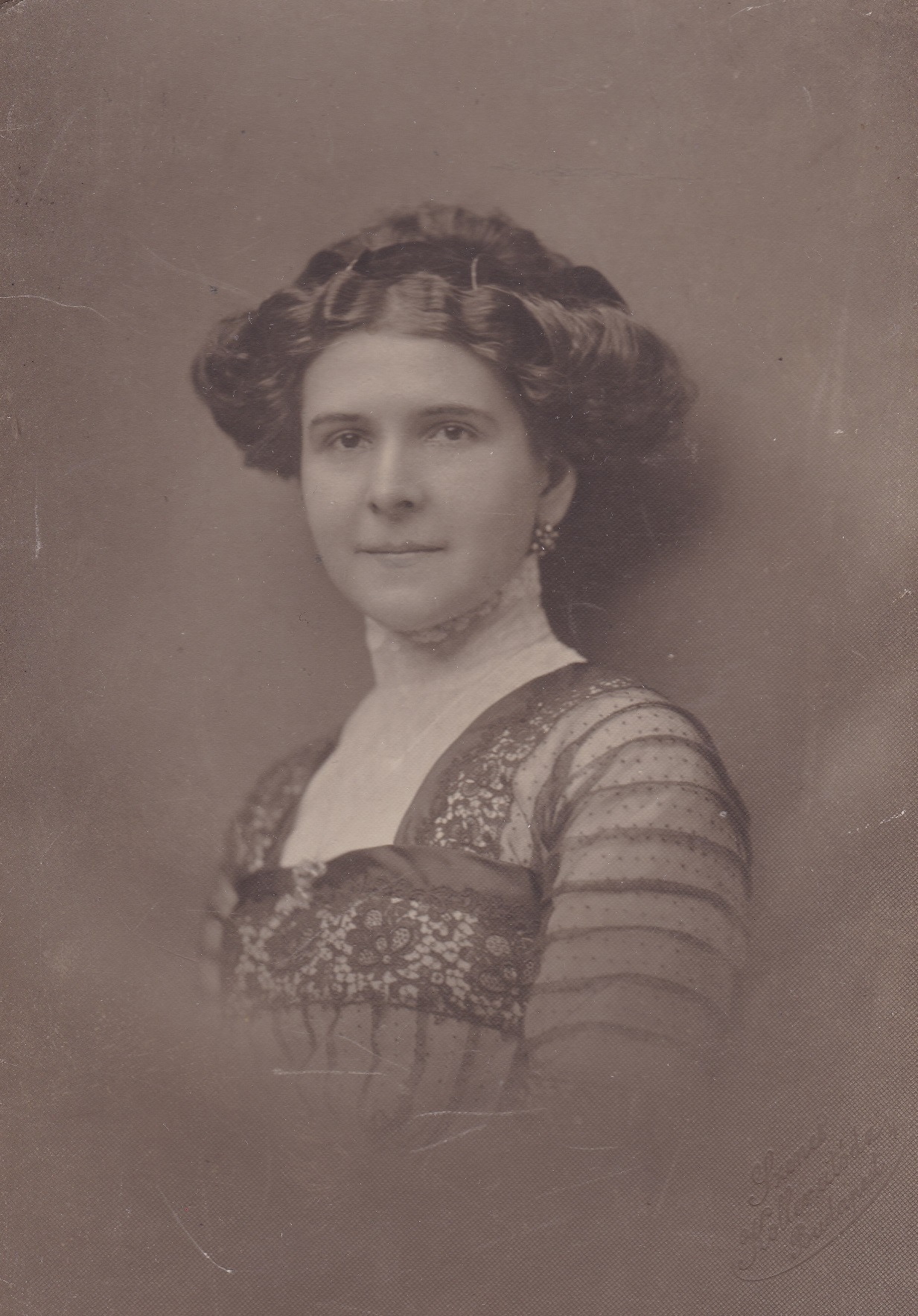
Dr. Lux Gyuláné Gömöry Irén (1888–1958)

Gömöry Gottlieb (1838–1908), kereskedő, vadászhadnagy.

Feleségétől, Gömöry Irén (1888–1958) úrnőtől, született:
- Dr. Lux Gyula Kálmán (Budapest, 1916. október 14.–†?) jogász, magyar királyi honvédelmi miniszteri tanácsos. Felesége: polonkai Hreblay Katalin (Budapest, 1924. március 17.–2013) asszony, akinek a szülei polonkai Hreblay Lajos (1892–1945), budapesti gimnáziumi igazgató, tanár,[22][23] és Mikosevics Adrienne (1891–1969) tanárnő voltak.[24][25][26] Lux Gyuláné Hreblay Katalinnak az anyai nagyapja dr. Mikosevics Kanut (1860–1916), országgyűlési képviselő volt.
- Lux Emil (Budapest, 1921.–†?), okleveles közgazdász, a Győri Textilművek vezetője, a Corvina Könyvkiadó külügyi referense[27]

## Munkássága
Az I. világháború után dolgozott budapesti pedagógusképző intézetekben a német nyelv elismert tanáraként és a szakmai események szervezőjeként. 1919-ben polgári iskolai tanárképző főiskolán előadótanár, majd az I. ker. állami tanítóképző-intézetben rendes tanár lett. A kultuszminisztérium a tanítóképző intézetek tanulmányozására svájci, németországi és ausztriai tanulmányútra küldte ki. Számos pedagógiai és tudományos testület, valamint társadalmi egyesület tagja. Fontosabb tisztségeket töltött be a kor oktatási rendszerében: az Országos Közoktatási Tanácsban és a Tankönyvügyi Bizottságban.
Az 1920-as évek során, dr. Lux Gyula és vitéz Gömöry Árpád (1883–1943), tábornok, a Vaskorona-rend lovagja, a "Dobsinai Társaskör" két vezetője volt és egyben a két legaktívabb tagja is. A trianoni békeszerződést követően a felvidéki Dobsina el lett szakítva a Magyar Királyságtól, település ahonnan mindkettőnek a családja származott; igen komoly vállalkozásba nagy erőt fektettek be, különböző kulturális, nyelvészeti, katonai történelmi tanulmányokkal Dobsináról, amelyekkel igyekezték a település múltját megőrizni. 1927-ben a "600 éves Dobsina Jubileumi Emlékkönyve" nevezetű munkát adtak ki a szintén dobsinai származású dr. Szlávik Mátyás segítségével, és Gömöry Árpád szerkesztői munkásságával. Gömöry Árpád, nem csak szellemi munkatársa volt Lux Gyulának de bensőséges barátságot is ápolt vele; a katonatiszt pedig távoli rokona volt Lux Gyula feleségének, a dobsinai származású Gömöry Irénnek. A kötetben Lux Kálmán neves építész "Dobsina legrégibb építőművészeti emléke" című tanulmánya is megjelent. Lux Kálmán pedig távoli rokona volt Lux Gyula nyelvésznek.
Dolgos élete során, saját erejéből összegyűjtött egy kis vagyont, amellyel vásárolt egy telket a budai Kissvábhegyen, az Orbánhegyi út 13. szám alatt, ahol több emeletes villát építtetett magának és családjának 1928-ra. 1933-ban szerzett doktori címet a szegedi egyetemen. A Teleki-kormány elképzeléseit érvényesítendő kérték fel 1939. augusztus 29-én dr. Lux Gyula igazgatót, az Egyéves Német-nyelvű Tanítói Továbbképző Tanfolyam vezetőjét, hogy szervezze meg az ország történetében első, Magyar Királyi Állami Német-nyelvű Tanítóképző-Líceumot Budapesten. 1939 szeptemberétől működött budai Magyar Királyi Állami Tanítóképezde épületében a Fery Oszkár utca (ma: Kiss János altábornagy utca) 40-es szám alatt dr. Lux Gyula igazgató vezetésével.
A két világháború között számos iskolai német nyelvtankönyvet szerkesztett. 1940-től az általa szervezett Magyar Királyi Állami Német-nyelvű tanítóképző Líceum igazgatója volt. 1941-ben tanügyi főtanácsosi címet kapott. Sztójay-kormány alatt, 1944. május 15-én az intézet épületét a magyar királyi honvédkincstár vette át és azonnal átadta a német katonai hatóságoknak, hadikórház céljaira. A teljesen működésképtelen intézetből, amelynek se székhelye nem volt, se nem élvezte az új kormány támogatását, Lux Gyula, 1944. szeptember 1.-én vonult nyugdíjba.
1944 szeptemberében, miután nyugállományba vonult, a buléner nyelv vizsgálatával kezdett foglalkozni, amelyet szász felmenői beszéltek Dobsinán. Nehéz anyagi körülmények közé került, és lámpa ernyők festegetésével egészítette ki a család jövedelmét. Családja vagyonelkobzást szenvedett, és osztályidegenekké váltak a kommunizmus alatt.
1957. november 5-én hunyt el Budapesten.

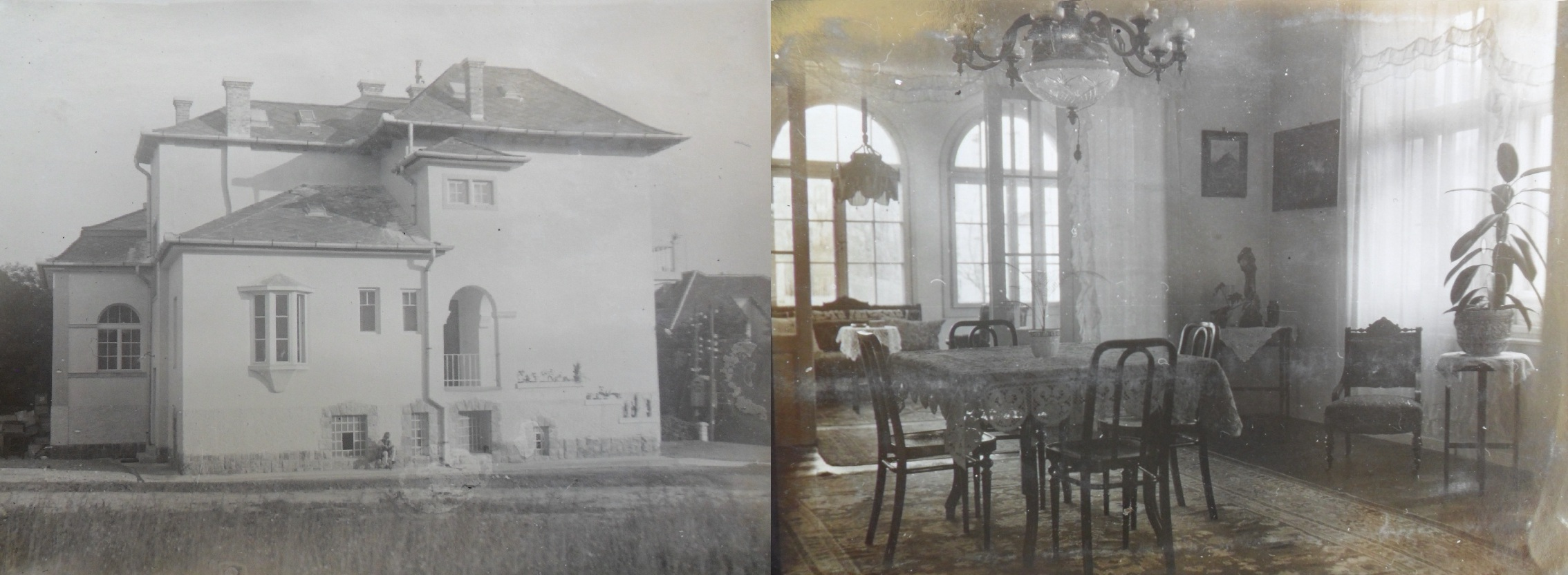
Dr. Lux Gyula budapesti villája az Orbánhegyi úton. Épült 1928-ban.

A legnagyobb tapintattal és minden eszközzel arra kell nevelnünk ifjainkat, hogy ebben az országban a nemzetiségek külön testként és különösen a magyarsággal szembenálló testként nem állhatnak.

## Művei
- A német nyelvtanítás módszere. Bp, 1923. (Polgári módszertanok I.)
- A helyesírás tanulása; Magyar Tudományos Társulatok Ny., Bp., 1924
- A modern nyelvek tanulása és tanítása. Miskolc, 1925. Klein, Ludwig és Szelényi
- A nyelv. Nyelvlélektani tanulmány. Bp, 1927. Athenaeum, 134 old.
- A Modern nyelvoktatás. Előszó: Koszó János. Bp, 1932. Királyi Magyar Egyetemi Nyomda, 172 old.
- Nyelvi adatok a délszepesi és dobsinai német nép településtörténetéhez. Dunántúl, Pécsi egyetem könyvkiadó. 1938 (hasonmás: 2004)
- Lux Gyula–Uherkovich Gábor–Bölcsházy Árpád: Népiskolai szakkifejezések magyar-német szótára; Lux Gyula, Bp., 1941
- Iskolai szakkifejezések magyar-német szótára; Egyetemi Ny., Bp., 1942
- Dobschau. Eine deutsche Sprachinsel im Karpatenraum. München, 1959, Südostdeustche Kulturwerk, VIII, 166 old. 12 tábla
- Wörterbuch der Mundart von Dobschau (Zips). Marburg. 1961. Elwert, 206 old. 2 térkép. (Deutsche Dialektographie 52.)
- Hadinaplóm. Budapest. Puedlo kiadó. 2016